# Pilar Rioja
María del Pilar Rioja del Olmo (Torreón, México, 13 de septiembre de 1932)  es una bailarina mexicana que enfocó su carrera en la danza española. Su formación se centra en el dominio de las todas ramas de esta danza: la escuela bolera, la folclórica, la clásica, la estilizada, el baile flamenco. Su aportación fue la “innovadora idea de la introducción de las castañuelas en la danza, con música barroca italiana y española”, idea que partió del trabajo con Domingo José Samperio, quien inventó la crotalogía concertada. También se considera que se caracteriza por fusionar la tradición del flamenco con los bailes tradicionales mexicanos.  En Estados Unidos fue llamada la María Callas de la danza.

## Biografía
Pilar Rioja es hija de españoles inmigrantes, su padre, Eduardo Rioja Rioja, era riojano, fue agricultor y su madre, Casimira del Olmo, era burgalesa, fue ama de casa. Es la mayor de cuatro hermanos: Eduardo Rioja del Olmo (†), Milagros Rioja del Olmo (también bailarina) y Enrique Rioja del Olmo. Creció y cursó estudios básicos en el Colegio Cervantes en Torreón, Coahuila, y aprendió de sus padres a bailar las jotas vasca, castellana y aragonesa. A la par por su gusto por la danza aprendió danzas tradicionales mexicanas, por lo que desarrollaría sus propias coreografías mezclando influencias de ambas tradiciones. A partir de 1947 comienza a presentar recitales de poesía y baile. En su primera presentación en el teatro de Torreón le acompaña el pianista español Alejandro Vilalta (1904-1984), quien trabajó con Antonia Mercé la “Argentina” y que en ese momento vivía en Torreón; en esa misma presentación, alterno con el poeta español Pedro Garfias (1901-1967). Posteriormente continuaron dando funciones por diversos teatros de la República. 
En 1950 emigró a la Ciudad de México, en donde inicia sus estudios de danza con Óscar Tarriba, quien le recomienda que se dedique profesionalmente a la danza. Durante su estancia en la ciudad trabajó en diversos centros nocturnos que fueron puntos de reunión social y que vieron desfilar a varios artistas; algunos de estos centros fueron El Capri, El rincón de Goya, El Patio y Gitanerías. Desde ese momento y hasta 1953, Pilar viaja constantemente a España con el fin de perfeccionar su técnica flamenca con Juan Sánchez "El Estampío". él “(…) le enseñó a conocer el flamenco, a hacer música con los pies: la fuerza para zapatear y para bailar deben de venir de adentro, del espíritu, del alma, del corazón (…)”. Asimismo, estudió Escuela Bolera con Ángel Pericet y folclore vasco con Elvira Real.
En 1960 profundiza el aprendizaje de diversos bailes de origen barroco español e italiano con José Domingo Samperio. El trabajo con Samperio fue detonador para desarrollar la danza con castañuelas para acompañar la música barroca nota por nota “(…) Samperio decía que esta nueva modalidad podía llamarse El nuevo arte del danzado a la española con castañuelas en concierto, y creo que ha sido una verdadera aportación a la danza española”. En agosto de 1965 dio su primer concierto en el Palacio de Bellas Artes, dedicado a los 80 años del poeta español León Felipe (1884-1968) con título "El Retablo del mirlo blanco". En 1968 contrae matrimonio con el poeta español Luis Rius (1930-1984); será a partir de su unión que “Pilar integra nuevos elementos poéticos a sus recitales. Mística y erótica del barroco y Teoría y juego del duende son ejemplos”.
En 1970 conoció en México a quien reconocería como su maestro más connotado, Manolo Vargas. Es con él con quien aprendió “(…) a sentir su cuerpo desde la punta del pie hasta la punta del cabello, le enseñó a ser consiente de cada músculo del cuerpo (…)”. En 1972 actúa en la ópera Carmen de Bizet junto a Plácido Domingo. Durante la década de los setenta, tiene reiteradas presentaciones en el Palacio de Bellas Artes, realiza giras por Colombia, México y EE. UU. En Nueva York comienza a realizar funciones en el Teatro Repertorio Español, institución que la contrató cada año durante varias décadas. También inicia sus giras en la ex Unión Soviética. Esta década detonó nuevas creaciones artísticas las cuales se revistieron de una nueva piel, piel que cubrió su cuerpo y le permitió desde 1974 marcar otro estilo al bailar; esta piel fueron los diseños de vestuario del artista Guillermo Barclay que desde ese año, no dejó de trabajar con ella.
Durante los ochenta y noventa, su vida siguió realizando varias giras internacionales y nacionales, impartió clases de danza española a los maestros de la Escuela Coreográfica del Ballet Bolshoi, recibió premios, reconocimientos, dio entrevistas y presentaciones televisivas, y se convirtió en una bailarina reconocida mundialmente.
Desde el 2003, la maestra Rioja ha ganado los programas de apoyo para la creación del Fomento Nacional para la Cultura y las Artes (FONCA) los cuales han tenido como productos creaciones escénicas y de investigación. Las investigaciones que ha realizado son:
- Abriendo puertas a la expresión (2012).
- Danzas de ida y vuelta - mestizaje (2013).
- Mis historias-autobiografía (2013-2014).
- La influencia de intelectuales y artistas en mi danza (2015).
- La escuela bolera del siglo XVIII (2016).

Desde 1938, Pilar Rioja se ha presentado a lo largo de la república Mexicana y de países como España, Austria, Bulgaria, Estados Unidos, Canadá, distintas repúblicas de la ex Unión Soviética, Argentina, Costa Rica, Cuba, Nicaragua, Guatemala y Colombia, solo por mencionar algunos. Además, fue musa de escultores, pintores y poetas como David Narudnisky, José Luis Padilla, Candasa Epstein, Héctor Xavier, David Alfaro Siqueiros, Alfonso Simone y del mismo Luis Rius.
Desde 2015 es becaria de FONCA con el Programa Nacional de Creadores, forma bailarines en la Academia Rioja situada en la Ciudad de México, imparte cursos y conferencias que contribuyen a la formación de los bailarines de danza española.

## Coreografías[10]
- "Retablo del mirlo blanco".
- "Teoría y juego del Duende".
- "Bailes de cuenta y cascabel".
- "Mística y erótica del Barroco".
- "La monja".
- Qué pena negra la mía".
- "Ritmos".
- "Tener la esperanza muerta".
- "Tres danzas - Carlos Surinach".
- "Canciones a Pilar Rioja".
- "¡Oh, blanco muro de España!".
- "Yerma".
- "Habanera - Carretero".

## Reconocimientos
- Diploma de Honor por el Consejo de Mujeres de México. Ciudad de México, 30 de enero de 1965.
- Reconocimiento por el Festival Internacional Cervantino. Guanajuato, abril – mayo de 1978.
- Reconocimiento por la labor artística y cultural de Pilar Rioja en el 75 Aniversario de la ciudad de Torreón. Septiembre de 1982.
- Premio ACE, por la Asociación de Cronistas de Espectáculos de Nueva York. EE. UU., 19 de mayo de 1983 y 21 de mayo de 1987.
- Vanguard Award por The Desis. EE. UU., 16 de mayo de 1990.
- Homenaje y medalla del INBA por "Una vida en la danza". Ciudad de México, 27 de abril de 1991.
- Homenaje como Embajadora Mexicana del Arte Dancístico Español. Ciudad de México, 7 de octubre de 1995.
- Reconocimiento por el Instituto Cultural Mexicano de Nueva York. EE. UU., noviembre de 1999.
- Medalla y diploma “Mi Vida en el Teatro” otorgado por el Instituto Internacional de Teatro de la Unesco. 27 de mayo de 2001.
- Inauguración del Centro de Iniciación Artística CINART "Pilar Rioja“. Torreón, 19 de julio de 2003.
- Homenaje del Museo del Calzado “El Borceguí”. Ciudad de México.
- Diploma Cultural de las Fronteras del Instituto de Bellas Artes y Festival Cervantino.
- Medalla otorgada por Amalia Hernández, directora del Ballet Folclórico de México. Ciudad de México.
- Homenaje y presentación del libro sobre Pilar Rioja del escritor Alberto Dallal en el Palacio de Bellas Artes. Ciudad de México.
- Premio Xochipilli 2014 y homenaje de Conaculta por su contribución a la danza española y trayectoria. Ciudad de México, 13 de marzo de 2014.
- Homenaje de la compañía Akais Chindos Producciones en el Lunario del Auditorio Nacional. Ciudad de México, 4 de julio de 2015.
- Homenaje y presea en el marco del Festival Internacional de Danza Ibérica Contemporánea. Querétaro, 24 de julio de 2015.
- Homenaje “Celebrando a Pilar Rioja" en el Teatro de la Ciudad Esperanza Iris. Ciudad de México, 14 de agosto de 2015.
- Homenaje y medalla de oro en el marco del Festival Internacional de la Cultura Maya 2015 (Ficmaya). 21 de octubre de 2015.
- Homenaje, placa y castañuela de plata en el Teatro Isauro Martínez. Torreón, 26 de mayo de 2016.
- Medalla de las Bellas Artes en el Palacio de Bellas Artes (México). Ciudad de México, 27 de noviembre de 2017.